# Melastoma malabathricum
Melastoma malabathricum är en tvåhjärtbladig växtart som beskrevs av Carl von Linné. Melastoma malabathricum ingår i släktet Melastoma och familjen Melastomataceae. Inga underarter finns listade i Catalogue of Life.

## Bildgalleri

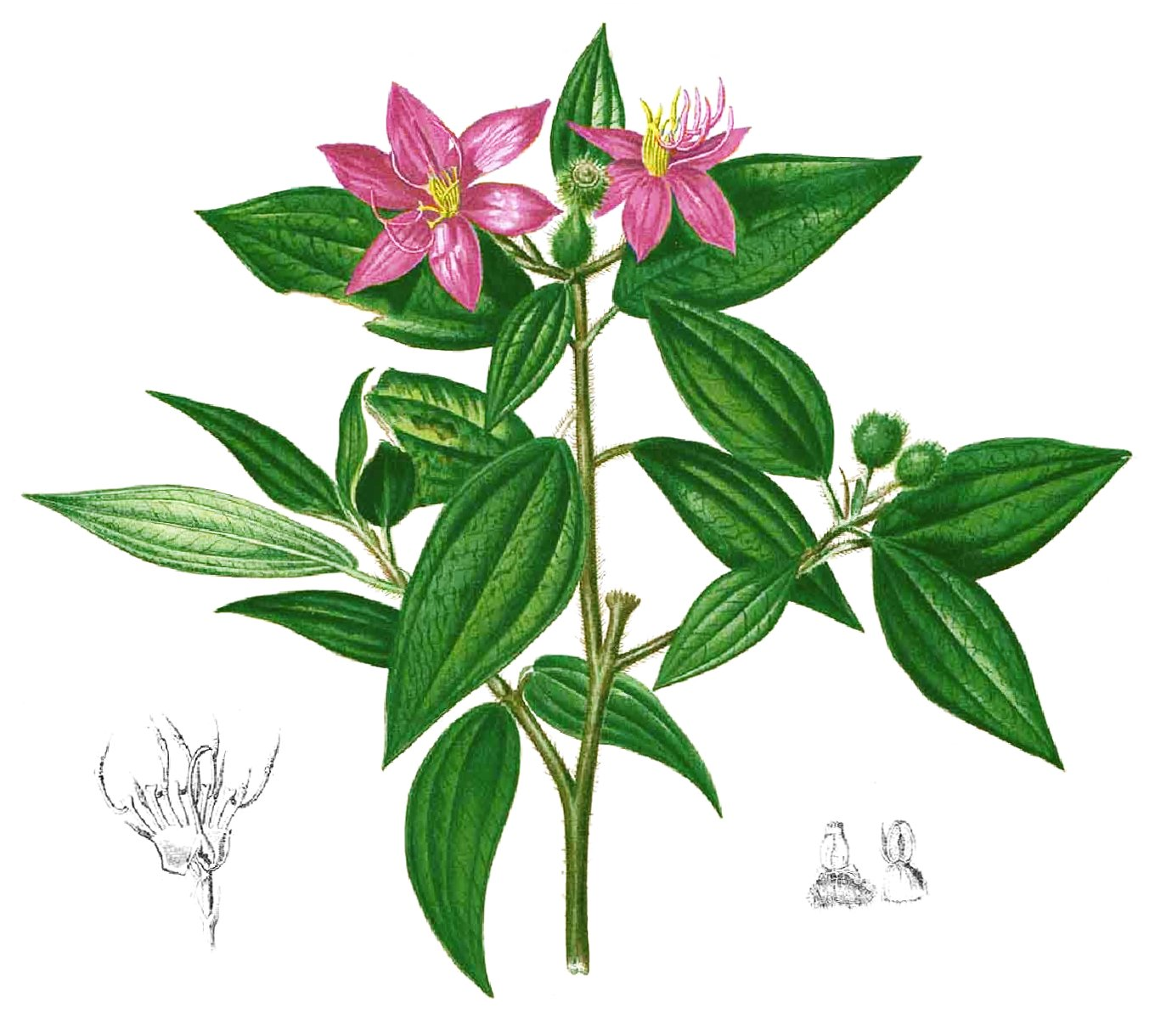
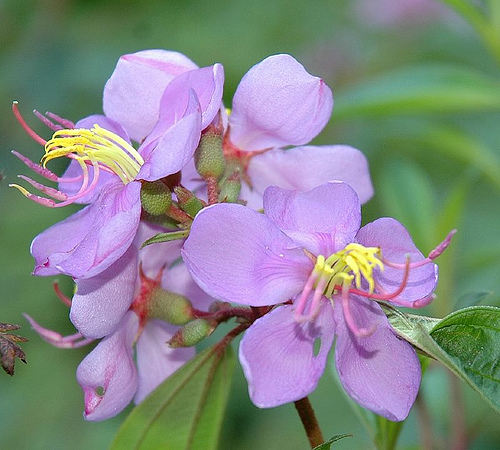
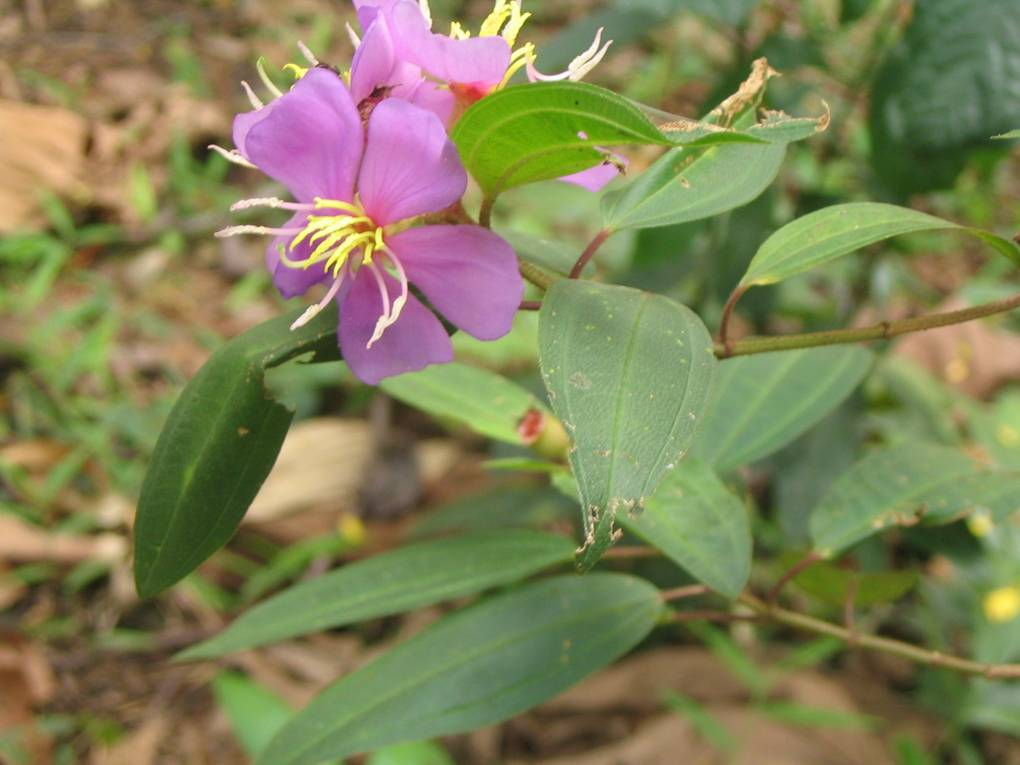
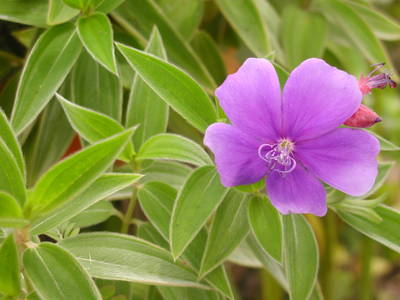